# Shane MacGowan
Shane Patrick Lysaght MacGowan (n. 25 decembrie 1957, Pembury⁠(d), Tunbridge Wells⁠(d), Anglia, Regatul Unit – d. 30 noiembrie 2023, Dublin, Irlanda) a fost un muzician irlandez, cunoscut ca solist și compozitor al trupei The Pogues.

## Viața
MacGowan s-a născut în Pembury, Kent, Anglia, în 1957, din părinți irlandezi. Și-a petrecut prima parte a copilăriei în Tipperary, înainte ca familia sa să se mute înapoi în Anglia, pe când Shane avea șase ani și jumătate. A trăit în mai multe locuri din sud-estul Angliei, inclusiv în Brighton și în Londra.
Mama lui MacGowan, Therese, a fost cântăreață și dansatoare tradițională irlandeză și a lucrat și ca model în Dublin. Shane a crescut într-un mediu impregnat de cultura și muzica tradițională irlandeză. În 1971, după ce a urmat cursurile Holmewood House School din Langton Bridge, Tunbridge Wells, a primit o bursă literară și a fost acceptat la Westminster School, o renumită școală publică engleză. A fost exmatriculat în anul doi de studiu, când a fost prins cu droguri asupra lui.
MacGowan a simțit pentru prima oară gustul celebrității în 1976, la un concert al trupei engleze de punk The Clash, când, în febra concertului, a fost mușcat de lobul urechii de Jane Crockford, care avea să fie, mai târziu, membră a trupei The Mo-dettes. Un fotograf l-a surprins pe Shane plin de sânge, iar imaginea a ajuns în ziare, sub titlul "Canibalism at Clash Gig" ("Canibalism la concertul The Clash"). La puțin timp după această seară, și-a fondat propria trupă punk rock, The Nipple Erectors. A încercat de asemenea, să cânte pentru bani în stradă, la Covent garden, dar nu a avut succes.
Sora lui Shane este jurnalista, muziciana și scriitoarea Siobhan MacGowan, care și-a lansat propriul album, Chariot, în 1998 și a publicat un roman pentru copii, Etain’s Dream (Visul lui Etain). La începutul lui martie 2007, Shane a anunțat că plănuiește să se căsătorească cu vechea sa iubită, jurnalista Victoria Mary Clarke. În 2000, Tim Bradford a folosit titlul Is Shane MacGowan Still Alive? (Este Shane MacGowan încă în viață?) pentru o carte umoristică despre Irlanda și cultura irlandeză.

## Cariera
MacGowan a început să-și urmeze moștenirea culturală irlandeză prin crearea trupei The Pogues. Multe dintre cântecele sale sunt influențate de naționalismul irlandez, istoria Irlandei, experiențele diasporei irlandeze în Londra și SUA, dar și viața londoneză în general. MacGowan a vorbit deseori despre poetul irlandez de secol XIX James Clarence Mangan și despre dramaturgul Brendan Behan ca având o mare influență asupra lucrărilor sale.
Între 1985 și 1987 a scris ceea ce este probabil cel mai cunoscut cântec al său, "Fairytale of New York", pe care l-a interpretat împreună cu Kirsty MacColl. În anii următori MacGowan și The Pogues au lansat mai multe albume de succes. După ce ceilalți membri ai The Pogues l-au dat afară din trupă pe MacGowan pentru comportament neprofesionist, Shane a fondat o nouă trupă, Shane MacGowan and The Popes, cu care a înregistrat două albume de studio, un album live și un DVD live. Noua trupă a lui MacGowan a avut mai multe turnee internaționale, iar în 1997 vocea lui Shane a apărut pe cover-ul piesei lui Lou Reed, "Perfect Day", semnat de mai mulți artiști cunoscuți și înregistrat ca material de susținere pentru Children in Need, acțiunea caritabilă anuală organizată de BBC. Single-ul a intrat în topuri pe primul loc.
The Pogues și Shane MacGowan s-au reunit pentru un turneu desfășurat cu casele închise în 2001 și în fiecare an din 2004 până în 2009 pentru alte turnee, inclusiv pentru reprezentații la Giulfest, în Anglia și la Azkena Rock Festival, în Spania. În 2005, The Pogues au relansat “Fairytale of New York” în vederea strângerii de fonduri pentru campaniile umanitare Justice For Kirsty și Crisis At Christmas. Single-ul a fost cel mai bine vândut cântec de sezon în 2005 și a ajuns pe locul 2 în UK Charts. În toamna anului 2010 MacGowan a cântat într-o serie de concerte alături de o nouă trupă formată din cinci membri, inclusiv doi dintre membrii trupei In Tua Nua. Toți cei implicați în noua trupă au mers în noiembrie 2010 în insula spaniolă Lanzarote pentru a înregistra un nou album.
În 2006 MacGowan a fost votat în NME Rock Heroes List. El a fost văzut de multe ori în compania lui Peter Doherty, solistul de la The Libertines și Babyshambles, trupă cu care a urcat și pe scenă. Alți prieteni celebri ai lui Shane MacGowan sunt Johnny Depp, care a jucat, de altfel, și în videoclipul celor de la the Pogues, “That Woman’s Got Me drinking” și Joe Strummer, care a zis despre Shane că este “unul dintre cei mai buni scriitori ai secolului”. Joe Strummer a urcat, ocazional, pe scenă alături de The Pogues și chiar l-a înlocuit pe MacGowan ca solist al trupei pentru scurt timp, în perioada în care acesta era dat afară din formație.

## Comportamentul auto-distructiv
Shane MacGowan este recunoscut pentru abuzurile sale de droguri recreaționale, în special pentru consumul excesiv de alcool. Sinéad O'Connor l-a raportat poliției din Londra pentru posesie de droguri, într-o încercare de a-l opri de la consumul de heroină, după spusele ulterioare ale artistei. Deși la început furios pe O’Connor, MacGowan și-a exprimat mai târziu gratitudinea pentru ea și a afirmat că incidentul l-a ajutat să renunțe la consumul de heroină.
MacGowan susține că a fost introdus în lumea alcoolului și a țigărilor de mătușa sa în schimbul promisiunii sale de a nu-l preamări pe diavol. În interviul pe care l-a acordat publicației Daily Mirror cu ocazia împlinirii vârstei de 50 de ani, el i-a spus reporterului: “În fapt, aveam patru ani când m-am apucat de băut. Îmi amintesc doar că (sucul) Ribena s-a transformat în bere brună și am dezvoltat imediat o adevărată dragoste pentru ea.” MacGowan spune că a încercat whiskey-ul la zece ani și a continuat să bea la modul serios de atunci încoace.
Vorbind în timpul emisiunii Folk Britannia a postului BBC Four, Robyn Hitchcock spunea:  “Îmi amintesc că am mers la Hope and Anchor (un pub londonez în care aveau loc multe concerte folk punk). The Pogues erau toți pe scenă și gata să înceapă, barul era plin, dar ei nu începuseră încă. Apoi acest personaj a intrat  pe ușă târșâindu-și picioarele și a coborât scările împleticindu-se. M-am gândit: <<Iisuse, doar nu-l lăsați pe tipul ăsta să intre, nu-i așa?>>. Apoi a urcat pe scenă. Tipul era Shane MacGowan."

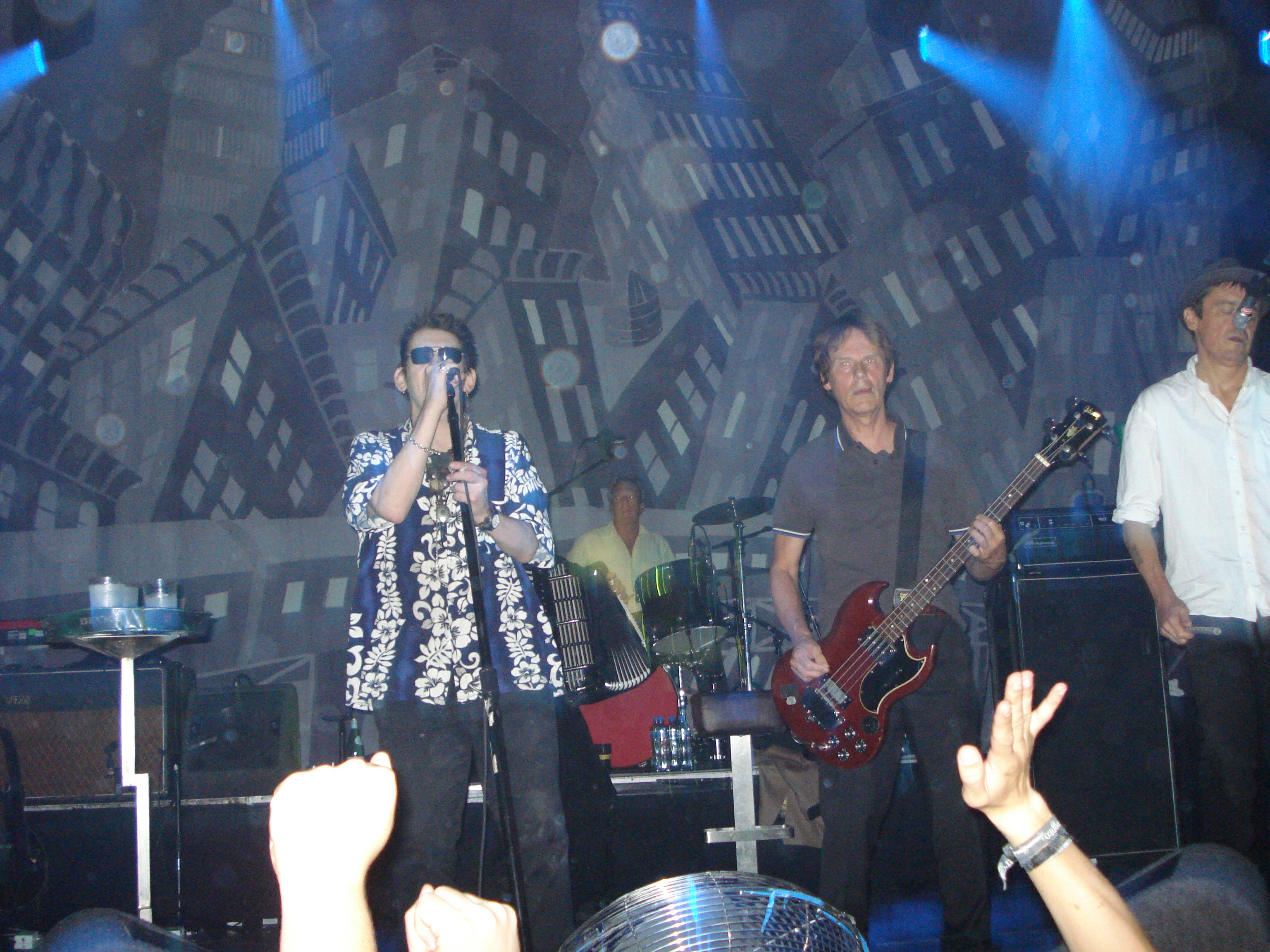
The Pogues în Amsterdam în 2001

Shane a început să sufere fizic din cauza anilor de beție continuă, este cunoscut pentru faptul că urcă pe scenă beat și a participat de multe ori băut la interviuri. În 2004, în cadrul emisiunii politice This Week a postului de televiziune BBC TV, MacGowan a devenit incoerent și a început să nu-și mai poată articula răspunsurile la întrebările jurnalistei Janet Street-Porter privitoare la interzicerea fumatului în spațiile publice din Irlanda.
Pe 7 septembrie 2002 MacGowan a consumat atât de mult alcool înaintea concertului de la Olympia Theatre din Dublin, încât s-a oprit din cântat și a vomitat peste fanii din primul rând. După spusele Fionei Wynne de la Daily Mirror, critica susținută la adresa comportamentului lui Shane MacGowan, “care era într-un cărucior cu rotile după ce și-a rupt piciorul” a fost cea care a determinat-o pe Sinéad O'Connor să intervină într-o emisiune a postului național de radio irlandez și să-l apere pe MacGowan zicând: “El e un înger aflat aproape de sfârșit care are nevoie de sprijin. A ajuns prea departe ca să se mai lase de băut; are o boală care nu poate fi vindecată și, din câte văd eu, sfârșitul este aproape pentru el.”
În schimb, logodnica lui Shane MacGowan, Victoria Mary Clarke, susține că deși alcoolismul lui Shane era atât de grav încât cei doi au fost nevoiți să se despartă la un moment dat, “lui Shane îi place să bea și probabil îi va plăcea întotdeauna. Dar bea mai puțin decât crede lumea și nu l-am văzut beat de ceva timp.”, sugerând faptul că viciul lui MacGowan nu ar fi atât de periculos pentru viața lui cum cred majoritatea fanilor. Potrivit logodnicei lui Shane, “a devenit dificil pentru noi să ajungem din punctul A în punctul B fără a fi trași în baruri de către <<binefăcători>> care vor să-i facă cinste cu un pahar”. Tot ea spune că “Shane, în esență o persoană timidă, ura să-și vadă fotografia pe copertele revistelor și pe panouri deoarece credea că este urât. Ura interviurile și disprețuia bârfele. Pentru a face față propriei sale anxietăți sociale, a început să bea din ce în ce mai mult.”

## Discografie selectivă

##### The Nips/Nipple Erectors
- Bops, Babes, Booze & Bovver (2003 Archived Compilation)

##### Single-uri The Pogues
- "Poguetry In Motion E.P." (#29 UK)
- "The Irish Rover" (featuring The Dubliners) (#8 UK)
- "Fairytale of New York" (featuring Kirsty MacColl) - #2 UK; Reissued in 1991 (#24 UK), 2005 (#3 UK) and 2007 (#4 UK)
- "Fiesta" (#24 UK)

##### Single-uri solo
- "What a Wonderful World" (cu Nick Cave, #69 UK)
- "The Church of The Holy Spook" (cu The Popes, #74 UK)
- "That Woman's Got Me Drinking" (#34 UK)
- "Haunted" (cu Sinéad O'Connor, #30 UK)
- "My Way" (#29 UK)
- "I Put A Spell On You" (cu Nick Cave, Chrissie Hynde, Mick Jones, Johnny Depp, Bobby Gillespie, Glen Matlock, Paloma Faith și Eliza Doolittle)

##### LP-uri
- Red Roses for Me (cu The Pogues, October 1984)
- Rum Sodomy & the Lash (cu The Pogues, August 1985)
- If I Should Fall from Grace with God (cu The Pogues, January 1988)
- Peace and Love (cu The Pogues, 1989)
- Hell's Ditch (cu The Pogues, 1990)
- The Snake (cu Shane MacGowan and the Popes, June 1995)
- The Crock of Gold (cu Shane MacGowan and the Popes, October 1997)
- Across the Broad Atlantic: Live on Paddy's Day - New York and Dublin (cu Shane MacGowan and the Popes, February 2002)

##### Alte apariții
- "Perfect Day" (Children in Need single, #1 UK)
- "The Wild Rover" (cu Sinéad O'Connor) - Soldat Louis, album Auprès de ma bande, 1993
- "The Wild Rover" și "Good Rats" (cu Dropkick Murphys)
- "Ride On" and "Spancill Hill" (cu Cruachan)
- "What a Wonderful World" (cu Nick Cave, 1992)
- "God Help Me" (cu The Jesus and Mary Chain, Stoned & Dethroned, 1994)
- "Suite sudarmoricaine", "Tri Martolod", "The Foggy Dew" (cu Alan Stivell, Again, 1994)
- "Death Is Not The End" (pe Nick Cave and The Bad Seeds - Murder Ballads LP, 1996)
- "Waiting 'Round To Die" (pe The Mighty Stef's 100 Midnights, 2009)

## Filmografie
- The Punk Rock Movie - 1979 (imagini de arhivă)
- Eat the Rich - 1987
- Straight to Hell - 1987
- The Pogues - Live at the Town & Country - 1988
- The Ghosts of Oxford Street - 1991
- Shane MacGowan & The Popes: Live at Montreux 1995 - 1995
- The Filth and the Fury - 2000 (imagini de arhivă) [13]
- If I Should Fall From Grace: The Shane MacGowan Story - 2001
- Westway to the World - 2002 (imagini de arhivă)
- The Libertine - 2005
- Harry Hill's TV Burp - 2007
- Harry Hill's TV Burp - 2010